# Krakowian
Krakowian – tablica zastępująca macierz w obliczeniach ręcznych zaproponowana przez Tadeusza Banachiewicza. Ma inaczej zdefiniowane mnożenie, w krakowianach mnoży się przez siebie kolumny, dzięki temu do wykrywania błędów obliczeń można stosować sumy kontrolne.
Zastosowanie krakowianów upraszcza wiele wzorów i obliczeń numerycznych.
Wygodny przy obliczeniach ręcznych i korzystaniu z pamięci sekwencyjnej komputerów. Właściwość tę wykorzystywał wczesny komputer PARK z 1957 r.

## Iloczyn krakowianów
Główna różnica w stosunku do macierzy polega na tym, że wyznaczając ich iloczyn, mnoży się kolumny przez kolumny (w macierzach mnoży się wiersze przez kolumny). Iloczynem następujących krakowianów:
{\displaystyle {\begin{Bmatrix}a_{1,1}&\cdots &a_{p,1}\\a_{1,2}&\cdots &a_{p,2}\\\vdots &\ddots &\vdots \\a_{1,m}&\cdots &a_{p,m}\end{Bmatrix}}}   i   {\displaystyle {\begin{Bmatrix}b_{1,1}&\cdots &b_{n,1}\\b_{1,2}&\cdots &b_{n,2}\\\vdots &\ddots &\vdots \\b_{1,m}&\cdots &b_{n,m}\end{Bmatrix}}}
mających tę samą liczbę wierszy jest krakowian
{\displaystyle {\begin{Bmatrix}c_{1,1}&\cdots &c_{p,1}\\c_{1,2}&\cdots &c_{p,2}\\\vdots &\ddots &\vdots \\c_{1,n}&\cdots &c_{p,n}\end{Bmatrix}}}
gdzie:
{\displaystyle c_{l,k}=a_{l,1}b_{k,1}+a_{l,2}b_{k,2}+\cdots +a_{l,m}b_{k,m}.}
Przykładowo:
{\displaystyle {\begin{Bmatrix}a&b\\c&d\end{Bmatrix}}\cdot {\begin{Bmatrix}e&f\\g&h\end{Bmatrix}}={\begin{Bmatrix}ae+cg&be+dg\\af+ch&bf+dh\end{Bmatrix}}}
Mnożenie krakowianów:
- nie jest przemienne, czyli {\displaystyle AB\neq BA,}
- nie jest łączne, czyli {\displaystyle A(BC)\neq (AB)C.}